# Pedro Francisco Garcia
Pedro Francisco Garcia (Uchoa, 7 juli 1968) is een voormalig Braziliaanse voetballer en trainer, beter bekend onder zijn spelersnaam Tupãzinho.

## Biografie
Wilson Mano begon zijn carrière bij São Bento in 1987. In 1989 wisslede hij naar Corinthians. In 1990 bereikte hij met de club de finale om de landstitel tegen São Paulo. Nadat ploegmaat Wilson Mano in de heenwedstrijd al scoorde deed Tupãzinho hetzelfde in de terugwedstrijd waardoor Corinthians voor het eerst de titel won. Hij werd vooral bekend als supersub, een invaller die aan het einde van de wedstrijd zijn stempel op de wedstrijd drukte. In 1995 won hij nog de Copa do Brasil en het Campeonato Paulista. In 1996 trok hij naar Fluminense, maar was hier niet meer zo succesvol. In 1997 won hij met América Mineiro de titel in de Série B. Hierna speelde hij enkel nog voor kleinere clubs. 
In 2011 begon hij ook als trainer.